# شارل مالك
شارل حبيب مالك (1906- 1987 م) سياسي ودبلوماسي ومفكر وأديب لبناني أرثوذكسي.  
كان العربيَّ الوحيد الذي شارك في إعداد وصياغة الإعلان العالمي لحقوق الإنسان في ديسمبر 1948 بصفته رئيسَ المجلس الاقتصادي والاجتماعي التابع للأمم المتحدة. شغل منصب وزير الخارجية بين نوفمبر 1956 وسبتمبر 1958. كما شغل منصب وزير التربية والفنون الجميلة من نوفمبر 1956 حتى أغسطس 1957 في حكومة سامي الصلح في عهد الرئيس كميل شمعون. ورأسَ الجمعية العامة للأمم المتحدة بين عامي 1958 و1959. أسهم في بدايات الحرب الأهلية اللبنانية في تأسيس الجبهة اللبنانية، وكان من أبرز منظِّريها مع الدكتور فؤاد أفرام البستاني، والوحيدَ بين أقطابها الذي لا ينتمي إلى الطائفة المارونية. 

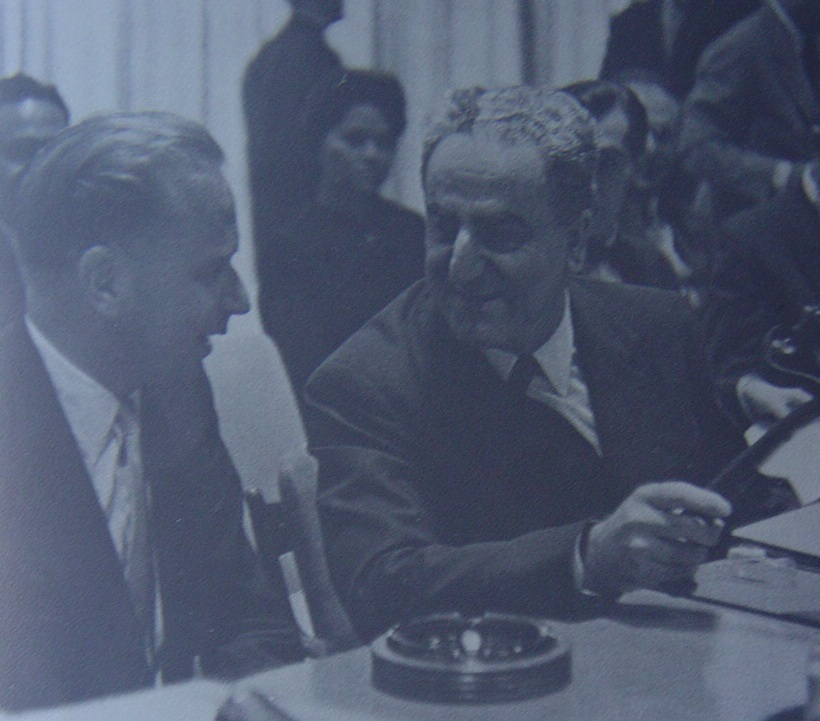
شارل مالك في الأمم المتحدة

## ولادته وتعليمه
ولد في بطرّام، بمنطقة الكورة في شمال لبنان، بتاريخ 11 فبراير 1906م، وهو ابن الدكتور حبيب كرم ظريفة. تلقى تعليمه في مدرسة البعثة الأميركية للأولاد، والآن المدرسة الإنجيلية بطرابلس للبنات والبنين، والجامعة الأميركية في بيروت، حيث تخرَّج متخصِّصًا في الرياضيات والفيزياء. ثم انتقل إلى القاهرة عام 1929، حيث وضع نظرية في الفلسفة، وشرعَ في الدراسة في جامعة هارفارد بإشراف ألفرد نورث وايتهيد، وفي فرايبورغ ألمانيا بإشراف مارتن هيدغر في عام 1932. لم تدُم إقامته في ألمانيا طويلًا؛ بسبب سياسات النازية غير المواتية، وغادر بعد وقت قصير من وصول النازييين إلى السلطة في عام 1933.
في عام 1937، حصل على الدكتوراه في الفلسفة (على أساس الميتافيزيقيا في فلسفات وايتهيد وهيدغر) من جامعة هارفرد.

## نشاطه في لبنان
بعد عودته إلى لبنان أسَّس مالك قسم الفلسفة في الجامعة الأميركية في بيروت، إضافة إلى برنامج الدراسات الثقافية. وبقي في عمله هذا حتى عام 1945، عندما عُيِّن سفيرًا للبنان لدى الولايات المتحدة والأمم المتحدة.
ثم عُين وزيرًا للتربية الوطنية والفنون الجميلة في عام 1956 و1957، ووزير الشؤون الخارجية من 1956 إلى 1958. وانتُخب في الجمعية الوطنية في عام 1957، وخدم هناك مدَّة ثلاث سنوات.
بعد اندلاع الحرب الأهلية اللبنانية، التي احتدمت بين عامي 1975 و1990، ساعد على تأسيس الجبهة من أجل الحرية والإنسان في لبنان؛ للدفاع عن القضية المسيحية. ثم غُيِّر اسمُها لاحقًا إلى الجبهة اللبنانية. وكان الوحيدَ من غير الموارنة بين قادة الجبهة العليا، الذين كان من بينهم مؤسس حزب الكتائب بيار الجميل وقائمة من رؤساء لبنان والزعيم كميل شمعون من الحزب الوطني الليبرالي. وعُدَّ مالك العقلَ المدبِّر للجبهة، والسياسيون فيها هم العضلات.

## في الأمم المتحدة
مثل مالك لبنان في مؤتمر سان فرانسيسكو الذي تم فيه تأسيسُ الأمم المتحدة. وشغل منصب مقرِّر لجنة حقوق الإنسان في عام 1947 و1948، عندما أصبح رئيسًا للمجلس الاقتصادي والاجتماعي للأمم المتحدة. وفي العام نفسه كتب دباجة الإعلان العالمي لحقوق الإنسان ضمن اللجنة برئاسة إليانور روزفلت. ثم خلَفَ السيدة روزفلت رئيسًا للجنة حقوق الإنسان. وظلَّ سفيرَ لبنان في الولايات المتحدة والأمم المتحدة حتى عام 1955. وكان من المشاركين في المناقشات الصريحة في الجمعية العامة للأمم المتحدة، وكثيرًا ما انتقد الاتحاد السوفيتي. وبعد غياب دام ثلاث سنوات عاد في عام 1958 لرئاسة الدورة الثالثة عشرة للجمعية العامة للأمم المتحدة.

## الإعلان العالمي لحقوق الإنسان
وضعَ الكنَدي جون همفري مُسوَّدةً للإعلان العالمي لحقوق الإنسان في 400 صفحة، بتكليف من اللجنة الثلاثية المؤلفة من روزفلت وتشانغ ومالك. ولمَّا كان من غير العملي أن يصدرَ الإعلان العالمي لحقوق الإنسان في 400 صفحة، قطعت إليانور روزفلت الجدلَ بقرار حاسم قضى بتكليف رينييه كاسان وضعَ مسوَّدة مختصَرة واضحة ودقيقة، على أن يستنيرَ برأي شارل مالك في كل فقرة من فقراتها. اعتمد كاسان على «إعلان حقوق الإنسان والمواطن» الصادر عن الثورة الفرنسية عام 1789، وشِرعة ميثاق الحريات الإنكليزي «الماغنا كارتا» الصادر عن نبلاء بريطانيا العظمى سنة 1215. وكتب مالك منفردًا ديباجة الإعلان العالمي. وهكذا انطبعت الوثيقة بأفكار مالك وظهرت في متنها بصَماته الدامغة، إضافة إلى تفرُّده بوضع المقدمة. وكان واضحًا إصراره على المواد 18 التي تنصُّ على حرية التفكير والضمير والدين، والمادة 20 التي تنصُّ على حرية الاشتراك في الجمعيات والجماعات السلمية، وعدم إكراه أي إنسان في الانضمام إلى جمعية ما، والمادة 26 التي تنصُّ على حق الإنسان في التعليم. واستطاع كاسان الفرنسي بدبلوماسيته الفائقة وخبرته القانونية من التوفيق بين القائلين بحقوق الفرد والمدافعين عن حقوق الجماعة.
لم يكتفِ مالك بموقعه مقررًا في اللجنة العالمية لحقوق الإنسان، فعام 1948 رأسَ اللجنة الثالثة للشؤون الاقتصادية والاجتماعية في أثناء دراسة الإعلان. وعند وفاة إليانور روزفلت عام 1951، اختِير خلفًا لها في رئاسة اللجنة. وعام 1958 رأسَ الجمعية العمومية للأمم المتحدة.

## وفاته
توفي شارل مالك في بيروت بتاريخ 28 ديسمبر 1987م، بعد إصابته بمرض السرطان.

## وصلات خارجية
- شارل مالك على موقع الموسوعة البريطانية (الإنجليزية)
- شارل مالك على موقع مونزينجر (الألمانية)

- صور من موقع الأمم المتحدة متعلقة بالإعلان العالمي لحقوق الإنسان يظهر في بعضها شارل مالك
- صور من موقع الأمم المتحدة بمناسبة العيد الستين لصدور الإعلان العالمي لحقوق الإنسان يظهر في بعضها شارل مالك